# ТЕЦ Хожув
ТЕЦ Хожув — теплоелектроцентраль у однойменному місті на півдні Польщі.
Виробництво електричної енергії у Хожуві розпочали ще в 1898 році, коли компанія AEG запустила тут станцію потужністю 0,84 МВт. В наступні кілька десятиліть зростання попиту, зокрема, для покриття потреб азотного заводу, призвело до багаторазового нарощування потужності ТЕС, котра напередодні Другої світової війни досягла 76 МВт.
В 1938-му розпочали велику модернізацію, продовжену в часи німецької окупації. У результаті заміни старого обладнання потужність станції досягла 121 МВт. В 1950—1953 роках відбувся черговий етап розширення, під час якого потужність об'єкта довели до 208 МВт, що на короткий час зробило його найбільшим в країні.
Втім, невдовзі почалось спорудження великих теплових електростанцій, тоді як ТЕС у Хожуві в 1960-х пристосували для виконання функцій теплоелектроцентралі. Після вводу у 1976-му та 1979-му двох вугільних водогрійних котлів WP-120 потужністю по 140 МВт, постачених компанією Rafako із Ратибора, теплова потужність станції зросла до 490 МВт. Таким саме цей показник залишався і на кінець 1990-х, при цьому електрична потужність внаслідок виведення застарілого обладнання зменшилась вже до 64 МВт.
В 2002-му на майданчику на заміну існуючим генераторним потужностям ввели в експлуатацію два котли Foster Wheeler 420-13,9/540/230 із циркулюючим киплячим шаром, розраховані на спалювання низькокалорійного вугілля з високим вмістом сірки. Вони живлять дві парові турбіни Siemens EHNK90/5.0 потужністю по 113 МВт, крім того, кожен з цих блоків здатен продукувати 180 МВт теплової енергії.
В 1970-х для обслуговування ТЕЦ спорудили два димарі висотою 170 та 86 метрів. Після модернізації початку 2000-х вони були розібрані, а нові блоки обслуговує власний димар висотою 105 метрів.